# Гидравлическая известь
Гидравлическая известь — продукт умеренного обжига (не до спекания) мергелистых известняков, содержащих от 6 до 20 % глинистых примесей. Гидравлическая известь имеет свойство затвердевать не только на воздухе, но и в воде.
В результате обжига образуется не только свободная известь CaO, но и её химические соединения с оксидами глины — силикаты, алюминаты и ферриты кальция, способные твердеть не только в воздухе, но и в воде.
Применяют в виде гашёной извести (порошок) и молотой негашёной извести. Гидравлическая известь используется как сырьё для приготовления строительных растворов, бетонов, имеющих небольшую прочность. В отличие от растворов, приготовленных с использованием воздушной извести, такие растворы можно применять для частей построек, в период эксплуатации находящихся во влажных условиях.